# Elaphocera kosensis
Elaphocera kosensis är en skalbaggsart som beskrevs av Keith och Trichas 2007. Elaphocera kosensis ingår i släktet Elaphocera och familjen Melolonthidae. Inga underarter finns listade i Catalogue of Life.